# Manfred Bader
Manfred Bader (* 4. April 1953) ist ein ehemaliger deutscher Fußballspieler. 1971/72 spielte der für den FC Karl-Marx-Stadt in der DDR-Oberliga, der höchsten Spielklasse im DDR-Fußball. 1970 bestritt er ein Länderspiel mit der DDR-Juniorennationalmannschaft.

## Sportliche Laufbahn
Im September 1970 bestritt die DDR-Juniorennationalmannschaft eine Reihe von Länderspielen, zu ihrem Kader gehörte auch der Karl-Marx-Städter Manfred Bader. Er kam am 19. September im Spiel Finnland – DDR zum Einsatz und war beim 4:1-Sieg als halblinker Stürmer aufgeboten worden. Bereits mit 17 Jahren spielte Bader mit dem FC Karl-Marx-Stadt (FCK) 1970/71 in der zweitklassigen DDR-Liga um den Aufstieg, nachdem der FC in der Vorsaison aus der Oberliga abgestiegen war. Von den 15 in der Rückrunde ausgetragenen Punktspielen bestritt er sechs Begegnungen, dabei stand er dreimal als Stürmer in der Startelf und erzielte drei Tore. Die Karl-Marx-Städter schafften binnen eines Jahres die Rückkehr in die Oberliga. Der neue Trainer Gerhard Hofmann sah Bader in der Oberligasaison 1971/72 nicht in der Stammelf und setzte ihn nur einmal in der Oberliga ein. Als der etatmäßige Stürmer Joachim Müller am 5. Spieltag ausfiel, stellte Hofmann Bader an dessen Stelle in die Mannschaft. Obwohl Bader nur 68 Minuten spielte, wurde sein Spiel von mehreren Fachleuten gelobt. Trotzdem gelang es Bader in der Folgezeit nicht, sich im Männerbereich des FCK zu behaupten. Auch als dessen zweite Mannschaft ab 1972/73 in der DDR-Liga spielte, kam Bader in dieser Spielzeit nur zu einem Punktspieleinsatz und verschwand danach zunächst für längere Zeit aus dem höherklassigen Fußball. Erst in der Saison 1977/78 erschien er noch einmal in der DDR-Liga mit dem Aufsteiger Motor Ascota Karl-Marx-Stadt. Mit 17 Einsätzen bei 22 ausgetragenen Punktspielen gehörte er zum Spielerstamm und erzielte auch ein Tor. Allerdings konnte sich Motor Ascota nur für ein Jahr in der DDR-Liga halten. Nachdem Manfred Bader zwischen 1970 und 1978 nur auf einen Oberligaeinsatz und 24 DDR-Liga-Spiele gekommen war, verschwand er danach endgültig aus den DDR-weiten Fußballligen.